# Полосатошейный мангуст
Полосатошейный мангуст (лат. Urva vitticollis) — вид хищных млекопитающих из семейства мангустовых. Ранее обычно классифицировался в роде Herpestes; в 2009 году вместе с остальными азиатскими мангустами был выделен в род Urva. 
Вид распространён на юго-западе Индии и в Шри-Ланке. В Шри-Ланке встречается от высоких холмов до низменностей на высоте от 400 до 1400 метров (был найден до 2200 метров) над уровнем моря. Живёт в лиственных и вечнозелёных лесах, болотистых просеках, плантациях, открытых кустарниках, вдоль рек, а также на рисовых полях, редко наблюдается на нарушенных территориях или рядом с человеческими поселениями.
Дневной вид. Питается мелкими млекопитающими, птицами, яйцами птиц, пресмыкающимися, рыбами, насекомыми, личинками и корнями. Типичный размер приплода в неволе два-три, продолжительность жизни почти 13 лет.
Серьёзных угроз для вида нет. Основные угрозы на местном уровне — охота и торговля. На животных охотятся ради мяса, которое едят несколько племен, и ради его волос, используемых для изготовления кисточек для бритья, кистей для рисования и амулетов удачи. Также регулярно убивается охотничьими собаками. Ещё одной угрозой является потеря среды обитания. Проживает во многих охраняемых районах по всему ареалу.